# Circuit d'Estoril
El Circuit d'Estoril (en portuguès, Circuito do Estoril i conegut també com a Autódromo do Estoril), anomenat oficialment Autódromo Fernanda Pires da Silva, és un circuit de curses situat a la Riviera portuguesa, prop d'Estoril (una freguesia de Cascais, als afores de Lisboa). Amb una longitud de 4,182 km, el circuit té llicència de grau 1 de la FIA i va ser la seu del Gran Premi de Portugal de Fórmula 1 i del de motociclisme

## Història
A Estoril, ciutat d'estiueig situada 32 km a l'oest de Lisboa, s'hi van organitzar les primeres curses d'automobilisme durant la dècada del 1930. El 1937, concretament, es va fer servir un circuit urbà de 2,8 km per a una cursa local.
El circuit de Monsanto, un altre circuit urbà situat al Parc Forestal de Monsanto de Lisboa, va acollir diverses competicions de motor a la dècada del 1950, entre ells el Gran Premi de Portugal de 1959, un Gran Premi que es va celebrar de forma alterna amb el circuit de Boavista, a Porto, durant una curta etapa.

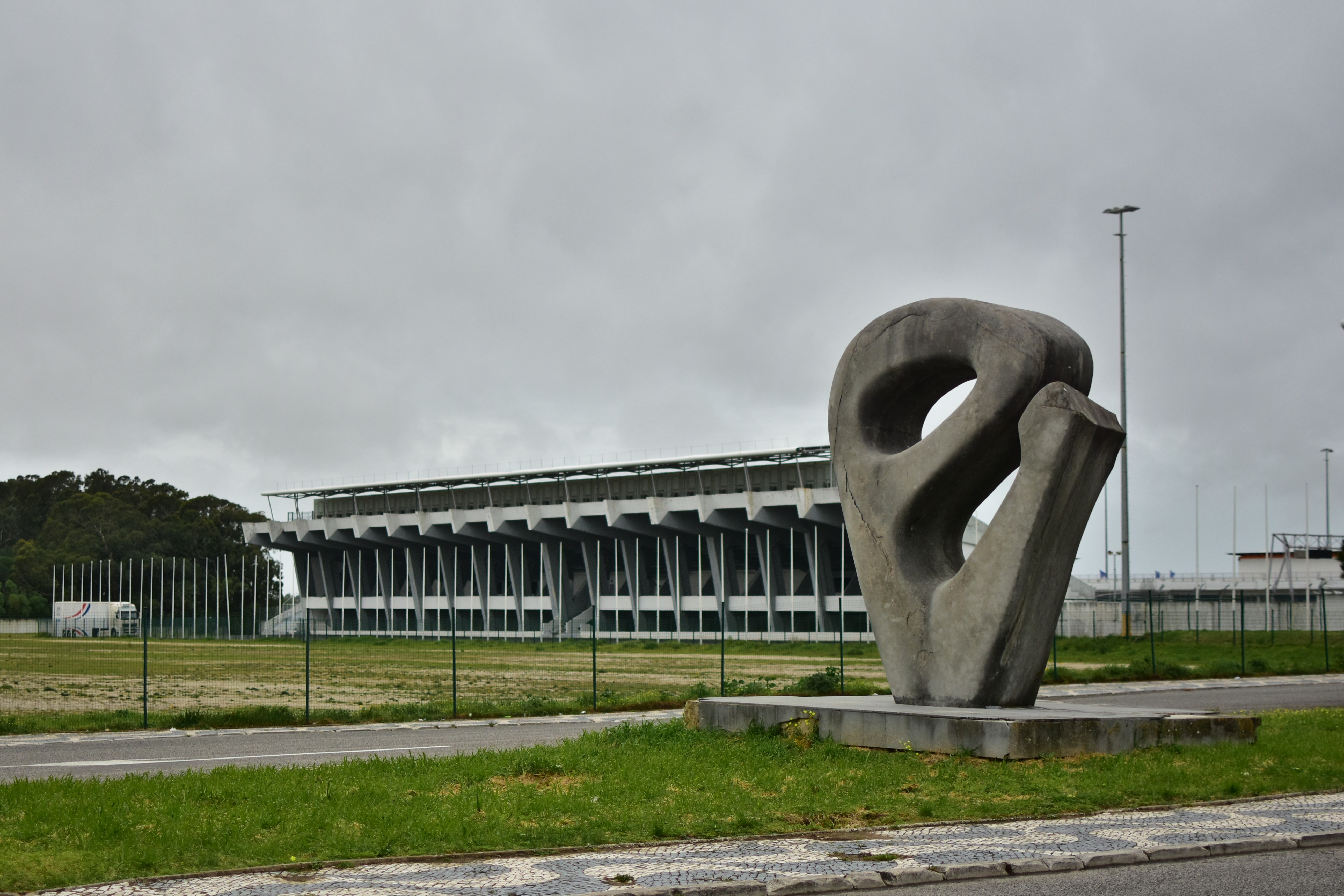
Les immediacions del circuit

L'actual circuit d'Estoril es va construir i el 1972 en un altiplà rocós prop del poble d'Alcabideche, a 9 km d'Estoril. Es tracta d'una zona on de vegades hi ha fortes ventades. El traçat té dos revolts de forquilla, canvis d'elevació notables (el desnivell màxim és de gairebé el 7%) i una llarga recta principal de 0,986 km. El seu perímetre original era de 4,350 km.
Al llarg dels seus primers anys d'existència, el circuit va acollir nombroses curses nacionals, així com alguna ocasional de Fórmula 2. Malgrat tot, després que l'empresa propietària fos adquirida per l'estat entre 1975 i 1978, el recorregut es va fer malbé i va caldre un important esforç de recondicionament fins que no va poder tornar a l'esfera internacional el 1984 amb el primer Gran Premi de Portugal que se celebrava des del 1960.

### Automobilisme
Durant la dècada del 1980, el Ral·li de Portugal va celebrar un etapa al circuit. A banda, Estoril va esdevenir una cita popular dins el calendari de la Fórmula 1 i l'escenari de diversos moments de glòria, com ara el 1984, quan Niki Lauda hi va guanyar el seu tercer i últim campionat del món davant del seu company de McLaren Alain Prost per només mig punt en acabar segon darrere seu; la primera victòria a la Fórmula 1 del tres vegades campió del món Ayrton Senna el 1985; el famós incident que va provocar bandera negra de Nigel Mansell i la col·lisió posterior amb Senna el 1989; l'espectacular enlairament de Riccardo Patrese després de xocar amb Gerhard Berger a la recta principal el 1992 o l'avançament de Jacques Villeneuve a Michael Schumacher per l'exterior a l'última volta el 1996. A molts equips els agradava fer servir Estoril per a les proves d'hivern.

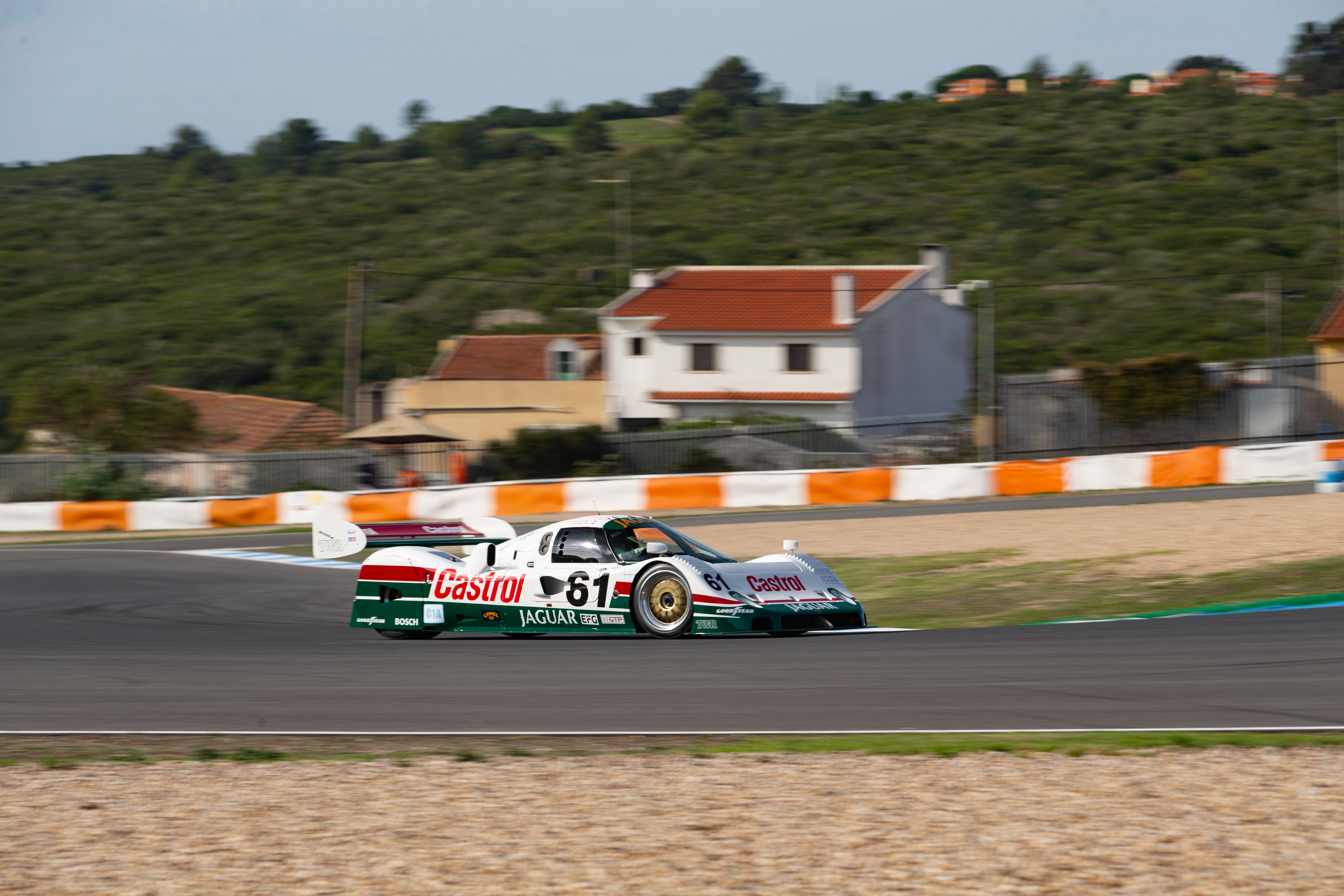
Un cotxe clàssic al circuit el 2020

Al llarg dels anys, però, Estoril ha tingut nombrosos problemes de seguretat i ha suspès les inspeccions de seguretat en més d'una ocasió. Després de la mort d'Ayrton Senna al Gran Premi de San Marino de 1994, s'hi va afegir una xicana que va augmentar la longitud del circuit a 4,360 km. Estoril va ser retirat del calendari de la Fórmula 1 a partir de la temporada de 1997, tot i que va continuar acollint esdeveniments de primer nivell de monoplaces, cotxes esportius i turismes com ara el Campionat FIA GT, el DTM i les World Series by Renault.
El 23 d'octubre de 2005, el circuit va acollir la tercera prova de la primera temporada del campionat A1 Grand Prix. La pista va acollir també proves de la Superleague Formula el bienni 2008-2009.

### Motociclisme

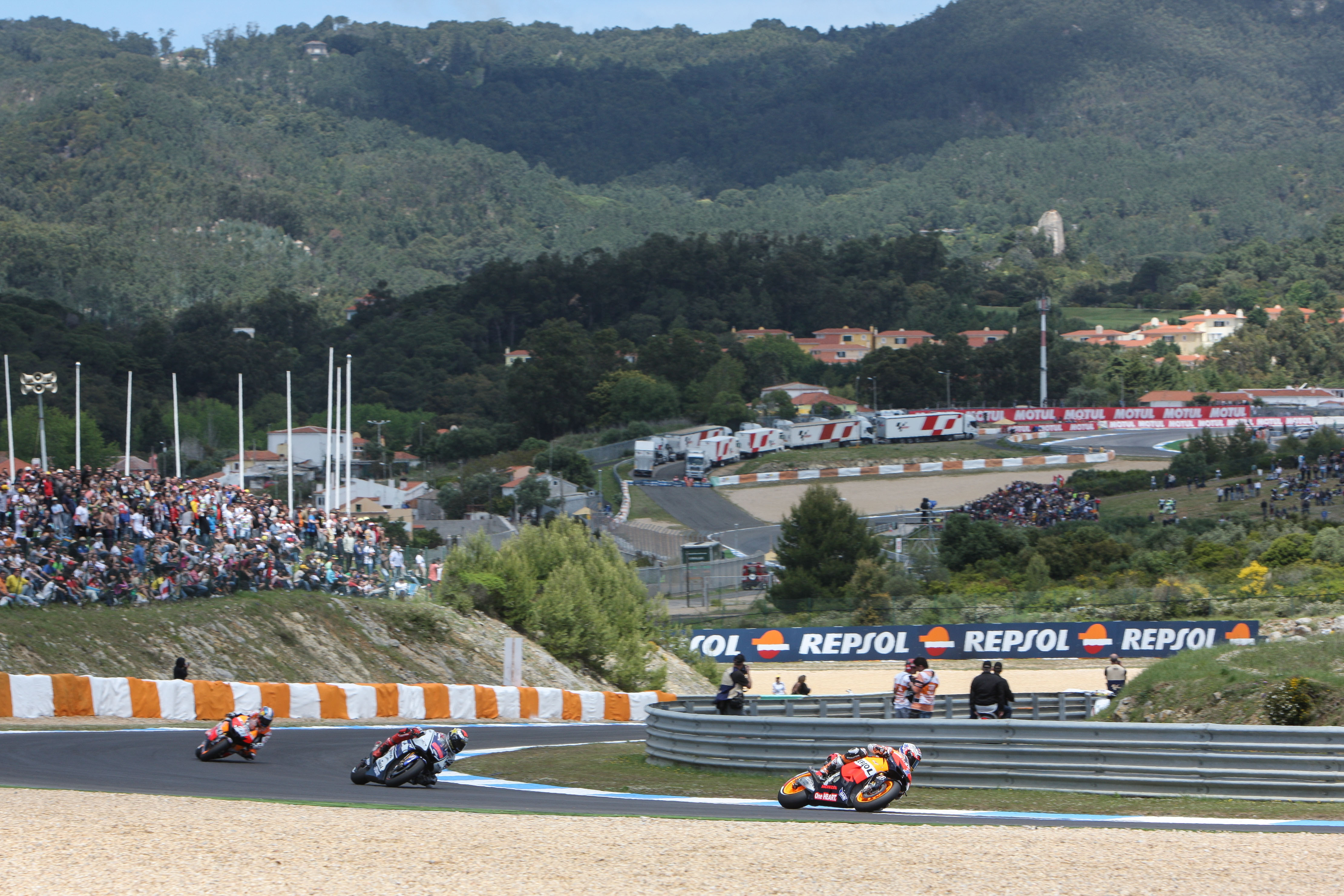
Casey Stoner, Jorge Lorenzo i Dani Pedrosa al GP de Portugal del 2012

Per tal d'obtenir l'homologació de la FIM, l'any 2000 es va implementar un nou redisseny del gir parabòlic que va escurçar la longitud del circuit a 4,182 km. El 3 de setembre, l'Autódromo do Estoril va celebrar el seu primer Gran Premi de Portugal de motociclisme, un esdeveniment que s'hi celebrà anualment des d'aleshores fins al 2012.
El 2020, a causa de la reprogramació de campionats internacionals per la pandèmia de COVID-19, Estoril va acollir la ronda final del Campionat del Món de Superbike (ja havia organitzat rondes del campionat els anys 1988 i 1993) i la cursa final del Campionat del Món de Resistència (també n'havia organitzat rondes els anys 1987 i 2000).

## Historial del traçat
- Circuit de Gran Premi (1972–1993)
- Circuit de Gran Premi (1994–1999)
- Circuit de Gran Premi (2000–actualitat)

## Guanyadors del GP de Portugal de F1 a Estoril
| Any  | Pilot              | Equip            | Resultats |
| ---- | ------------------ | ---------------- | --------- |
| 1996 | Jacques Villeneuve | Williams-Renault | Resultats |
| 1995 | David Coulthard    | Williams-Renault | Resultats |
| 1994 | Damon Hill         | Williams-Renault | Resultats |
| 1993 | Michael Schumacher | Benetton-Ford    | Resultats |
| 1992 | Nigel Mansell      | Williams-Renault | Resultats |
| 1991 | Riccardo Patrese   | Williams-Renault | Resultats |
| 1990 | Nigel Mansell      | Ferrari          | Resultats |
| 1989 | Gerhard Berger     | Ferrari          | Resultats |
| 1988 | Alain Prost        | McLaren-Honda    | Resultats |
| 1987 | Alain Prost        | McLaren-TAG      | Resultats |
| 1986 | Nigel Mansell      | Williams-Honda   | Resultats |
| 1985 | Ayrton Senna       | Lotus-Renault    | Resultats |
| 1984 | Alain Prost        | McLaren-TAG      | Resultats |